# Pictogramme
Pour les articles homonymes, voir Pictogramme (homonymie).
 (juillet 2023).
Si vous disposez d'ouvrages ou d'articles de référence ou si vous connaissez des sites web de qualité traitant du thème abordé ici, merci de compléter l'article en donnant les références utiles à sa vérifiabilité et en les liant à la section « Notes et références ».
Un pictogramme est une représentation graphique schématique, un dessin figuratif stylisé ayant fonction de signe. Dans les langues écrites il ne transcrit pas la langue orale, tandis que dans les langues non écrites, il fait fonction d'écriture[réf. nécessaire]. Il a été utilisé dans l'art rupestre (dessins peints ou gravés). Dans toutes les langues du monde avec un système graphique, le pictogramme sert à expliquer une information d'ordre général.
Le mot pictographe (en anglais : pictograph) est utilisé spécifiquement pour nommer un dessin hiéroglyphique utilisé par les Amérindiens et certains peuples sans écriture.
Le pictogramme sert généralement à la signalétique pour s'orienter dans l'espace réel ou communicatif, comme Internet. Dans certains cas, il constitue une alternative à la signalisation bilingue, permettant de diminuer la quantité d'information inscrite sur un panneau. Pour certains, cela permet d'éviter (ou de diminuer) les controverses accompagnant le choix des langues d'affichage dans les zones où, par exemple, des populations parlant des langues différentes cohabitent. Toutefois, cet argument est largement remis en question dans la littérature scientifique. Il est en effet possible de se référer à Dowse qui a mis en évidence l'importance de la culture dans la compréhension des pictogrammes.
Les pictogrammes sont très utilisés dans de très nombreux domaines : cartes géographiques, météo, routes, tableau de bord automobile, transport, informatique, téléphonie, santé, sécurité, chimie, produit ménagers, textile, environnement, etc.
La norme ISO 7000 propose une standardisation des pictogrammes.

## Écriture

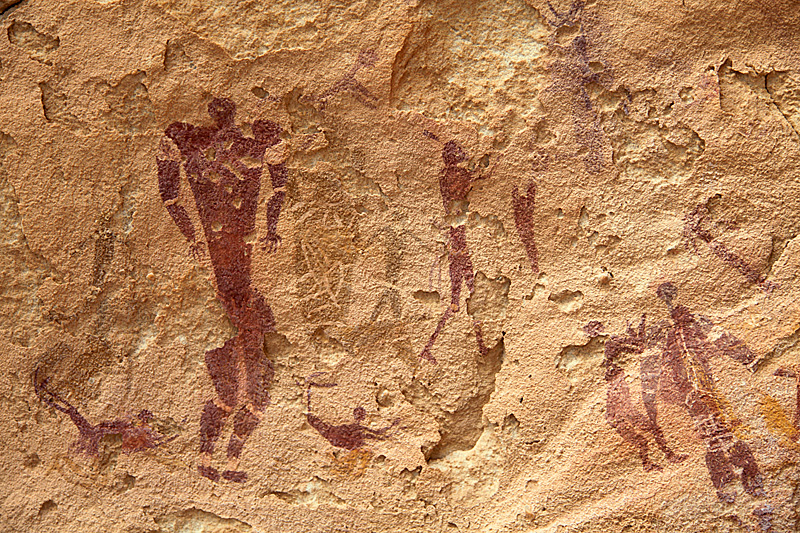
Pictographes datant du Néolithique dans la grotte des Nageurs, en Égypte.

Les hiéroglyphes égyptiens sont à l'origine des pictographes, qui ont ensuite été utilisés par les scripteurs comme signes vocaliques exprimant des sons, par exemple l'utilisation du signe « soleil » pour transcrire la syllabe « ré » dans un autre mot.
L'écriture dongba utilisée par la minorité Naxi, dans la province du Yunnan en Chine, est certainement la dernière forme vivante d'une écriture essentiellement pictographique. L'écriture chinoise est également partiellement constituée de pictogrammes. C'est notamment le cas de la majorité des caractères de base utilisés dans la construction des caractères chinois.

## Quelques exemples
- Symbole international d'accessibilité ;

Symbole international d'accessibilité, représentant une personne en fauteuil roulant.

- Panneaux de signalisation routière ;
- Plaques étiquettes marquant les emballages de marchandises dangereuses prévues par l'Accord européen relatif au transport international des marchandises dangereuses par route ;
- Étiquettes de danger des substances chimiques ;
- Étiquetage pour l'entretien des textiles ;
- Ruban de Möbius symbolisant les produits recyclables ou fabriqués avec des produits recyclés ;
- Pictogramme symbolisant l'aptitude au contact alimentaire ;
- Pictogrammes symbolisant les sports olympiques;

- Pictogrammes symbolisant les  sports ;
- Pictogrammes indiquant que certaines places dans les transports en commun sont réservées à des categories de voyageurs particulières;
- Signalisation de santé et de sécurité au travail;
- Code d'identification des résines